# Célia Xakriabá
Célia Nunes Correa, também conhecida como Célia Xakriabá (Itacarambi, 10 de maio de 1989), é uma professora ativista indígena brasileira povo Xakriabá em Minas Gerais, Brasil filiada ao Partido Socialismo e Liberdade (PSOL). A luta dela se concentra na reestruturação do sistema educacional, e no apoio às mulheres e à juventude dentro dos Xakriabá; e na mudança das fronteiras geográficas para manter o território do seu povo. Em 2022, tornou-se a primeira mulher indígena a ser eleita deputada federal por Minas Gerais, com 101.078 votos.

## Formação acadêmica
Célia Xakriabá fez os seus estudos de Educação Básica na Escola Indígena Estadual Xukurank, em São João das Missões, Minas Gerais. Mais adiante, fez parte da primeira turma de Educação Indígena da Universidade Federal de Minas Gerais (UFMG) em 2013. Obteve mestrado em Desenvolvimento Sustentável, Área de Concentração em Sustentabilidade Junto a Povos Tradicionais, na Universidade de Brasília (UNB), onde estudou por dois anos, de 2016 e 2018. Primeira mestra de seu povo, ela atualmente cursa o doutorado em Antropologia na UFMG.

## Carreira política
Em 2015, com apenas 25 anos de idade, Célia foi a primeira mulher indígena que entrou para formar parte da equipe do órgão central da Secretaria de Estado de Educação de Minas Gerais, permanecendo até 2017.  
“A minha entrada aqui foi um convite da própria secretária. Eu falei para ela que há várias pessoas com o perfil mais direcionado e com grande experiência nessa área. Porém, ela disse que o fato de ser mulher, jovem e de vir dessa militância há 13 anos foram importantes nessa escolha”.
Desde tal posição ela luta pelos direitos das línguas indígenas ameaçadas.
Trabalhou na Superintendência de Modalidades e Temáticas Especiais do Ensino, aportando os seus conhecimentos sobre as culturas indígenas e integrá-las no currículo de ensino. Em 2019, iniciou assessoria parlamentar como membra do Partido Socialismo e Liberdade (PSOL) no mandato da deputada federal Áurea Carolina (PSOL).
Em 2022 Xakriabá tornou-se a primeira mulher indígena a ser eleita deputada federal (PSOL) por Minas Gerais, com 101.078 votos.

### Luta pela demarcação de terras

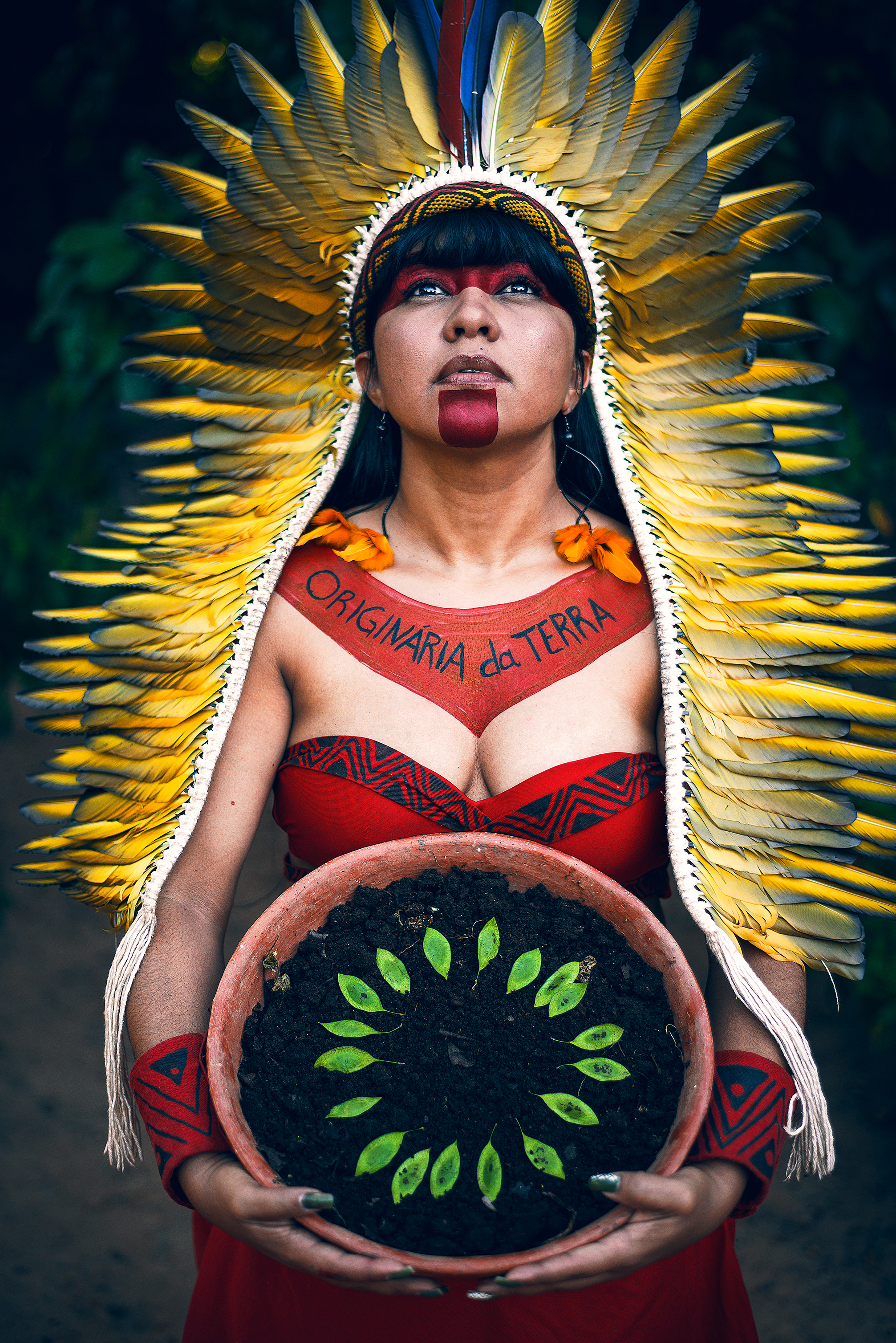

Célia Xakriabá acredita que o problema principal dos povos indígenas no Brasil é a demarcação territorial. Este direito estava reconhecido na Constituição brasileira de 1988, mas foi contestado pela PEC 215, que dá o poder de mudar as demarcações territoriais indígenas ao Congresso Nacional em vez dos órgãos do Estado especializados na questão indígena, como a Fundação Nacional do Índio (FUNAI). Assim, os territórios indígenas que não foram reconhecidos antes de 1988 agora têm muitos obstáculos para conseguir seu reconhecimento. Sem a demarcação, os territórios indígenas são invadidos, e seus recursos naturais são levados. A relação entre o povo e a terra indígena não é apenas material, também tem uma dimensão espiritual. Por isso, Célia Xakriabá propõe um reconhecimento real dos direitos e dos territórios indígenas, e também a integração dos povos indígenas nas narrativas da história, cultura e memória do Brasil, sem preconceitos nem prejuízos.

### Educação indígena no Brasil
Célia defende que as escolas dos povoados indígenas tem que oferecer uma educação baseada nos conhecimentos indígenas e nos processos pedagógicos de cada povo, que são diferentes devido aos seus contextos diferentes. Também fala da indigenização, quilombolização e camponização das escolas ocidentais, para que os alunos que não são parte dessas comunidades possam aprender dos outros povos que constituem o país. Ela acha que a escola indígena quer usar a relação entre as pessoas e o território para ensinar como ensinar e que o estado deve garantir o acesso ao ensino médio para os povos indígenas. Além disso, o calendário das escolas tem que refletir os eventos importantes da comunidade e não as datas impostas pelo calendário gregoriano, como o Carnaval, que não tem significado para os povos indígenas.

### O papel da mulher indígena
Em muitos artigos, entrevistas e palestras, Célia menciona como as mulheres indígenas são tratadas. Ela chama a atenção para a ausência das mulheres nas posições de poder, como posições políticas, e indica que esta falta de representação pode contribuir para a violência contra este grupo. Segundo a ativista, a influência das mulheres também é limitada pela maneira em que as escolas apresentam a história da colonização.Esta declaração revela de novo o seu desejo de mudar o sistema educacional existente.

### Discursos e apresentações

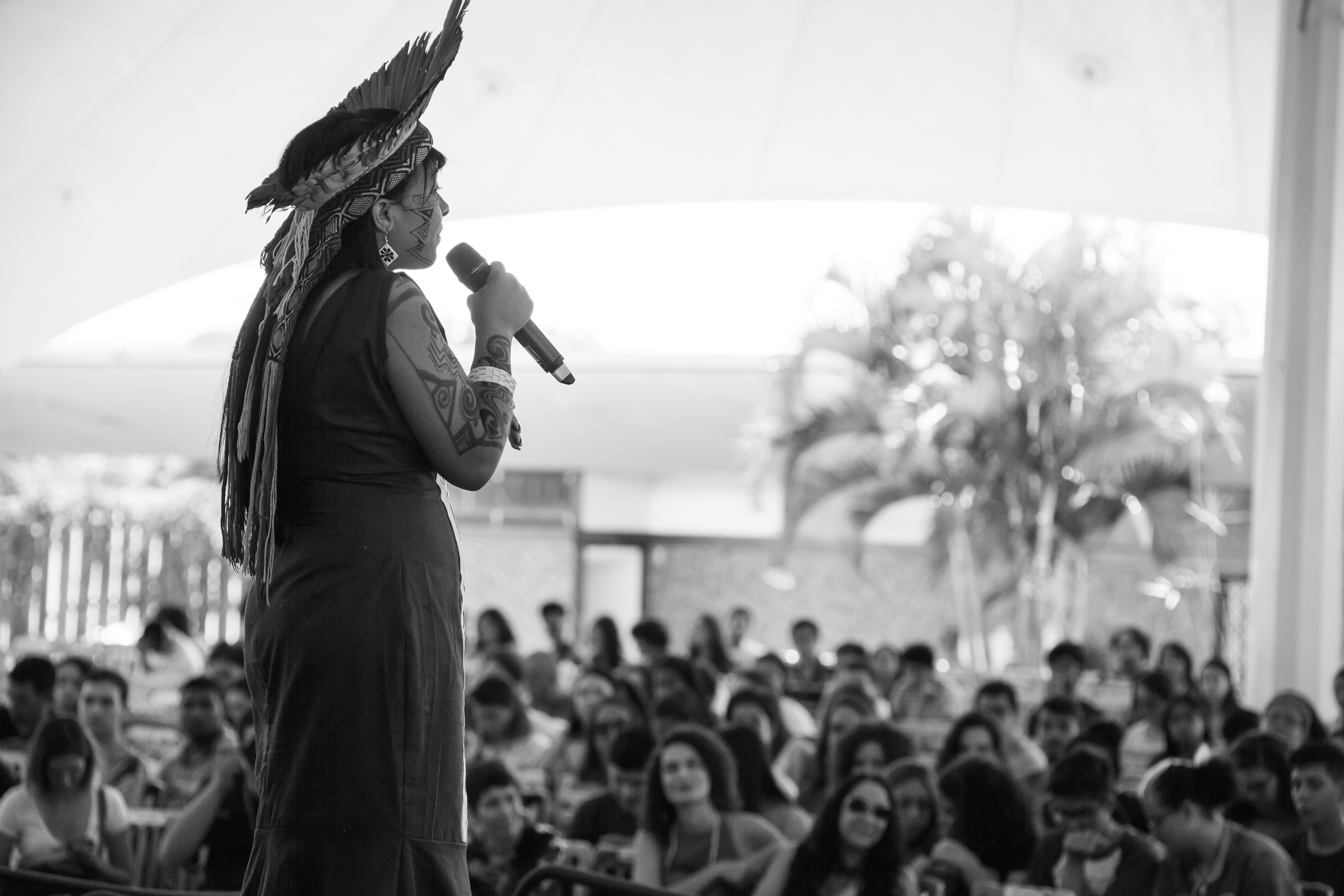
Xakriabá falando em evento na Universidade de Brasília em 2018

Como resultado da sua educação e sua posição política, Célia recebeu convites para falar em diferentes eventos e programas. Por exemplo, ela visitou a Universidade de Brasília e participou em uma entrevista distribuída por Futura Play, uma organização que dedica-se em representar a diversidade do Brasil.
Em agosto de 2018, Célia falou na Universidade de Brasília para um público de estudantes indígenas. Ela enfatizou a importância da diversidade e também descreveu como a universidade forma a identidade ao mesmo tempo que a identidade forma a experiência universitária.
Quando foi à Universidade de Brasília em março de 2018, Célia deu uma palestra que chamava-se “Mulheres indígenas, resistência e protagonismo”. Durante a apresentação, Célia notou o alto nível de engajamento das mulheres na luta pelos direitos de povos indígenas. Explicou que, hoje em dia, a participação da mulher nos conflitos cotidianos está aumentando.
Além das suas aparências em Universidade, Célia realizou entrevistas em que compartilhou seus pensamentos sobre os métodos disponíveis para os jovens ativistas. Ela falou especificamente sobre a visibilidade e o potencial de promover a mudança por meio das plataformas de mídia social.

## Desempenho em eleições
| Ano  | Eleição                  | Cargo            | Partido             | Nº   | Coligação     | Vice | Despesas (R$) | Votos   | %     | Resultado     | Ref           |
| ---- | ------------------------ | ---------------- | ------------------- | ---- | ------------- | ---- | ------------- | ------- | ----- | ------------- | ------------- |
| 2022 | Estadual de Minas Gerais | Deputada federal | Federação PSOL REDE | 5088 | sem coligação | -    | 1.420.418,93  | 101.154 | 0,90% | Eleita por QP | [ 17 ] [ 18 ] |

## Condecorações
| Insígnia | País   | Honra                                 | Data                   |
| -------- | ------ | ------------------------------------- | ---------------------- |
|          | Brasil | Grande Oficial da Ordem de Rio Branco | 21 de novembro de 2023 |

## Obras
- "O Barro, o Genipapo e o Giz no fazer epistemológico de Autoria Xakriabá: reativação da memória por uma educação territorializada" (dissertação de mestrado, UnB, 2018).

## Leituras adicionais
1. apib25anosdoartigo231. “Célia Xakriabá convoca quilombolas e vazanteiros para mobilização nacional”. Mobilização Nacional Indígena, 25 setembro 2013.
2. “Célia Xakriabá debate o protagonismo da mulher indígena”. Aqui tem diversão, 26 março 2018.
3. “Convidada do #InspiraUnB”. UnB - Boas vindas, Universidade de Brasília, 2018.
4. Damázio, Malú. “Representante de indígenas na educação defende modelo diferenciado de aprendizagem”. Hoje em dia, 17 julho 2017.
5. Darverson, Julyerme. “‘Vivemos um momento de retrocesso’, diz professora e ativista indígena Célia Xakriabá.” Brasília encontro, 6 junho 2018.
6. Equipe AzMina. “Seis mulheres indígenas que vale a pena seguir nas redes”. AzMina, 22 março 2016.
7. Eu também sou Xakriabá. “Célia Xakriabá pede apoio a luta pela demarcação do território do seu Povo". YouTube, 24 setembro 2013.
8. Garonce, Luiza. “'Não é privilégio, é dívida histórica', diz professora indígena sobre demarcação de terras no Brasil”. G1, Globo comunicação e participações, 27 março 2018.
9. Itaú Cultural. “Célia Xakriabá - Mekukradjá.” Soundcloud, 2017.
10. Pires, Carolina. “A universidade como rito de passagem". UnB Notícias, Universidade de Brasília, 15 agosto 2018.
11. Rabelo, Nair. “UnB recebe estudantes com palestra de Célia Xakriabá.” UnB Notícias, Universidade de Brasília, 9 agosto 2018.
12. “Secretaria da Educação contrata indígena para políticas específicas.” Brasil 247, 11 abril 2015.
13. “Servidora indígena na Secretaria de Educação.” Coleguium - Rede de ensino, Coleguium.
14. Sistema de Bibliotecas da Universidade Federal de Minas Gerais (2017). Se o mês de março é da mulher, o abril é indígena. Belo Horizonte, MG.